# Ornitologi
Ornitologi (grekiskans ornis, "fågel" och logos, "ord/vetenskap") är ett fält inom zoologin som omfattar det vetenskapliga studiet av fåglar. Flera aspekter av ornitologin skiljer sig från andra närliggande discipliner, kanske främst på grund av sin visuella och estetiska karaktär. Detta har resulterat i att ovanligt många amatörer ägnar sig åt fältstudier inom en vetenskaplig kontext. Resultat från sådana studier kan senare användas för vidare forskning. Termen ornitologi används för ett brett spektrum av företeelser som alla syftar att på ett eller annat sätt studera fåglar. 

## Definitioner[källabehövs]
Man delar ofta in människor som studerar fåglar i två rätt grovhuggna kategorier: ornitologer och fågelskådare. De som yrkesmässigt ringmärker och forskar om fåglar brukar kallas ornitologer medan de som studerar fåglar som ett fritidsintresse kallas fågelskådare. De fågelskådare som har ett mer tävlingsartat fokus och som vill se så många arter (och gärna sällsynta sådana) som möjligt kallas ofta kryssare. 
Inom det vetenskapliga studiet av fåglar har flera vetenskapliga viktiga studier gjorts av amatörornitologer eller fågelskådare. Mycket av de data som samlas in och senare används av ornitologer kommer från vanliga fågelskådare, och en ornitolog kan även vara skådare och vice versa.

## Ornitologins historia

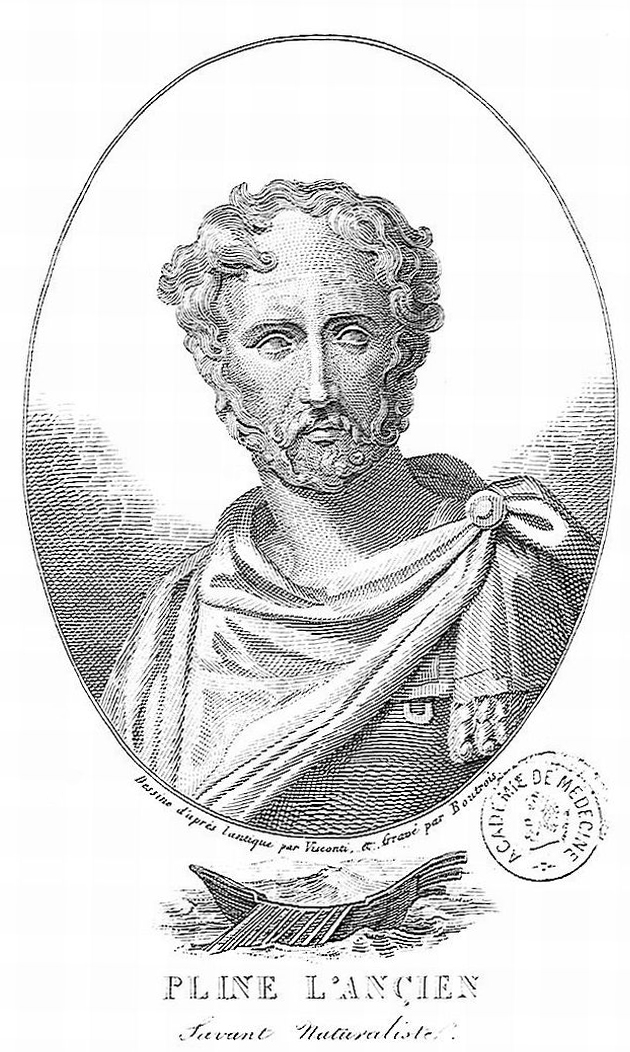
Plinius d.ä: Ett tänkt porträtt skapat på 1800-talet. Det finns inga bilder på hur han egentligen såg ut. Däremot beskrivs han av sin systerson Plinius den yngre som "en fetlagd man med dåliga luftrör"

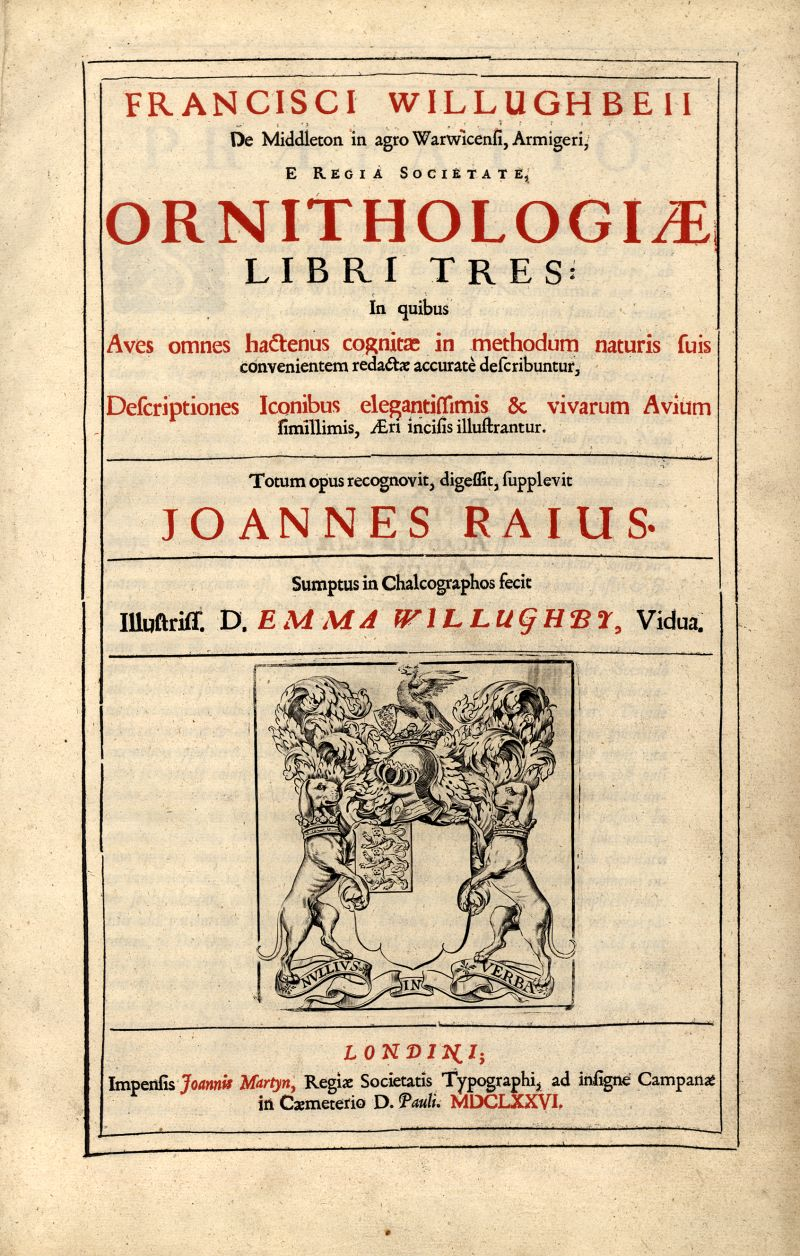
Francis Willughbys Ornithologia.
Detta verk anses vara början på den vetenskapliga ornitologin i Europa, och som revolutionerade ornitologin, genom att organisera arter efter deras fysiska egenskaper.

En av ornitologins äldsta förgrundsgestalter är Plinius d.ä. som levde under det första århundradet efter Kristus. Han skrev samlingsverket Naturalhistoria vars tionde band hette Om fåglarna. Plinius d.ä var dock inte en ornitolog i dagens mening utan snarare en samlare av den information som då fanns tillgänglig i andra skrivna eller muntliga källor. Mycket är exempelvis hämtat från Aristoteles naturhistoriska encyklopedi. Resultatet blev att hans "fågelbok" innehåller en mängd fåglar han själv aldrig ens sett och andra fåglar som idag bara är mytiska djur som exempelvis Fågel Fenix. Trots att denna bok varit utgångspunkt för många av de vetenskapliga namn som fåglar har idag så är det med denna bok precis som med många andra historiska zoologiska skrifter svårt att tyda vilka fåglar som författaren skriver om.
Det kan därför vara värt att uppmärksamma att Fredrik II på 1240-talet författade ett verk om falkenering, varvid han visade på en mycket god förtrogenhet med Aristoteles verk, men inte tvekade att påtala dennes brister, om de stod i strid med hans empiriska kunskaper vilka han erhållit genom egna iakttagelser, men även genom att genomföra vetenskapliga experiment av fåglar.
Det anses dock att först i och med Linnés systematiska terminologi, kring 1735, som det började bli enklare att förstå vilka fåglar som omskrivs eller avbildas i texterna, trots att det även i hans texter ibland är otydligt. Men redan 1676 hade John Ray publicerat sin och Francis Willughbys Ornithologia som många idag anser vara startskottet för det vetenskapliga studiet av fåglar i Europa. Detta verk revolutionerade ornitologisk taxonomi genom att organisera arterna efter deras fysiska karaktärer och det var bland annat detta som senare Linné fortsatte att studera och förfina. 

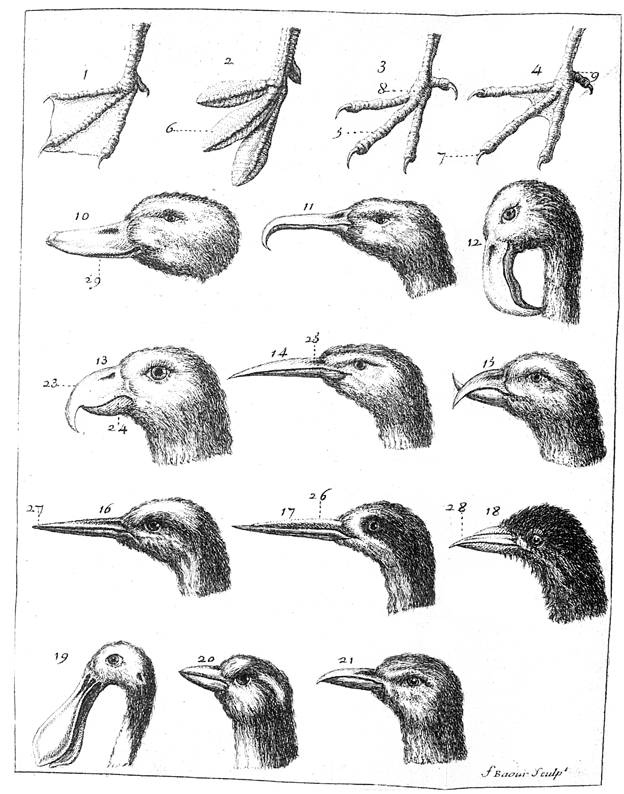
Översiktsbild av olika former av näbbar från Pierre Barrères ornitologiska bok från 1745

Många av dessa första ornitologer var jägare med småkalibriga gevär, snaror och nät. De skrev ner sina iakttagelser och ritade av fåglarna. Många gjorde det för att dra lärdom av hur jakten kunde förenklas, vilka fåglar som var goda att äta och dylikt. Inom ornitologin var jägaren och vetenskapsmannen inte sällan en och samma individ under hela 1700-talet. Vetenskapliga texter om fåglar skrevs på Latin, men mot slutet av 1700-talets andra hälft började också en ny sorts enkla populärzoologiska handböcker ges ut i Europa. Böcker som man lätt skulle få med sig på jaktturen. Dessa böcker blev senare populära även bland dem som, utan jaktvapen, begav sig ut i skog och mark för att i Rousseaus anda njuta av naturen. 
Denna folkliga rörelse av ornitologin, som senare har kommit att kallas fågelskådning, drevs bland annat på av en ny sorts naturforskare som lämnade den tidigare ofta strikt anatomiska inriktningen. Under vad som kallats den europeiska ornitologins guldålder, 1820 till 1850, blev ornitologer som Johann Friedrich Naumann, Christian Ludwig Brehm och Friedrich Faber förgrundsgestalter för denna nya typ av zoologer. Brehm som gav ut den för sin tid så viktiga fälthandboken Beiträge zur Vögelkunde kom också att grunda den ornitologiska tidskriften Ornis.
Under 1800-talet företogs zoologiska expeditioner till stora delar av världens alla hörn och mycket av världens fågelfauna blev känd och beskriven. Det var också under detta sekel som användandet av ordet ornitologi blev mer utbrett för vetenskapen om fåglarna.

### Ornitologins historia i Sverige

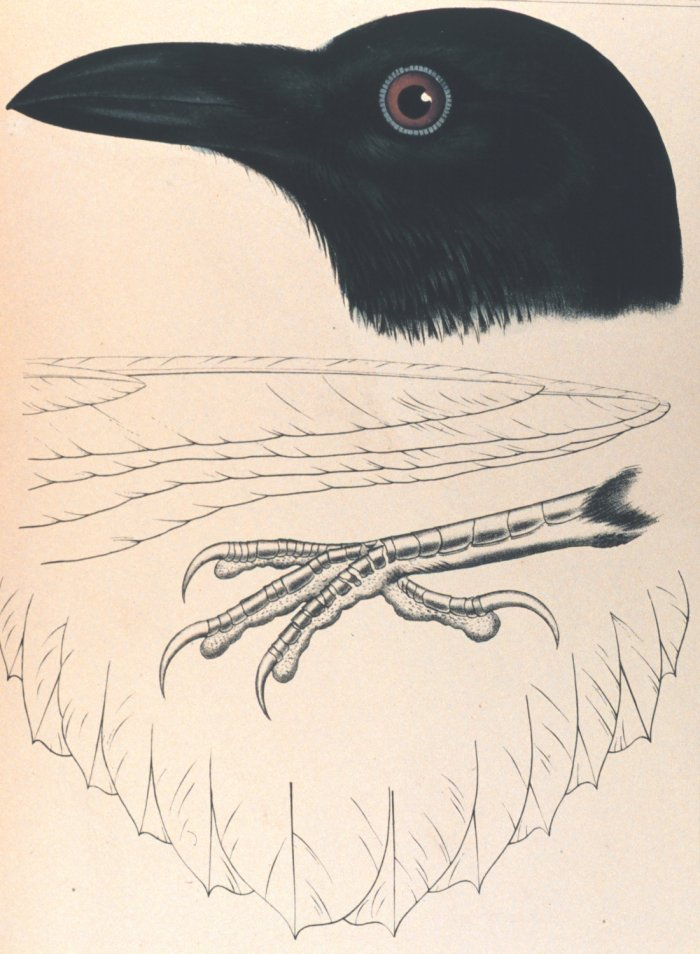
Koloradokorp (Corvus cacalotl) (Syn. för Korp (Corvus corax). Från: Reports of Explorations and Surveys.... Volume X. 1859 of the U. S. Pacific railroad Explorations and Surveys 38th, 39th, 41st Parallels.

Olof Rudbeck d.y. var en pionjär inom ornitologin och han höll de första ornitologiska föreläsningarna i Sverige 1727–1731. Dessa föreläsningar höll han utifrån den bok han själv skrivit om Sveriges fåglar. Boken, som brukar kallas Rudbecks fogelbok påbörjades redan 1693 men publicerades aldrig på sin tid. Linnés inflytande var stort vid etableringen av den zoologiska vetenskapen i Sverige under 1700-talet och flertalet av hans lärjungar blev professorer och liknande runt om på Sveriges olika lärosäten. Men fortfarande på 1800-talet fanns det en stor skepsis på universiteten kring naturalhistoria.
Den person som kom att skapa den första fälthandboken över Skandinaviens fåglar på svenska var Sven Nilsson (1787–1883). Han var samtida med Brehm, Naumann och Faber och bokverket Skandinaviens Fauna kom att innehålla två band om fåglar som fick undertiteln Foglarna. Dessa två delar, som kom ut i olika utgåvor fram till och med 1858 tillsammans med ett band med illustrationer av Magnus Körner, kom att fylla samma behov i Sverige som Brehms fälthandbok gjort i Tyskland.
Inte bara Rousseaus tankar om naturen spelade in på ornitologins utveckling under 1800-talet. Även nationalromantiska idéer fick vetenskapsmän och amatörer att ge sig ut i sina länder och regioner för att beskriva och ringa in nationens speciella natur. I och med järnvägen så kunde folk ur alla samhällsklasser resa mer i landet. En ny form av turism med friluftsliv och sommarnöjen tog sin början. Konstnärer som Zorn, Liljefors och Carl Larsson och författare som Strindberg blev i Sverige en starkt bidragande faktor till denna nya längtan till naturen, och skärgården kom att bli ett populärt resmål för stadsbor. Många var det som under denna period på en amatörnivå började studera flora, fauna och därmed också fåglar.
Erik Rosenberg kom med sin livsgärning inom ornitologi under 1900-talet att bidra till intresset för fåglar. Hans bok "Fåglar i Sverige" skildrar på ett unikt sätt Sveriges fåglars utbredning, utseende, beteende och särdrag. Det sägs även att han ska ha myntat begreppet fågelskådning.
Sveriges ornitologiska förening (SOF) bildades först vid slutet av andra världskriget som en sidogren till Naturskyddsföreningen. Club 300 grundades 1984 och var från början ämnad för skådare som sett mer än 300 olika arter i Sverige, men idag är detta inte ett kriterium för medlemskap.

### Miljörörelsen
Redan Sven Nilsson skriver i Skandinaviens Fauna om hur vissa fåglar jagas för hårt. I vissa fall kommer han till och med förslag och riktlinjer för att upprätta en livaktig näring där fåglar först ska få häcka innan de får jagas och dylikt.
Men det var kanske först i och med Rachel Carsons klassiska bok Tyst Vår, som kom ut 1962, som medvetandet verkligen började gå upp för en bredare massa att naturen inte klarade av alla de utsläpp som vårt samhälle släpper ifrån sig. 1970- och 80-talets skådare var till stora delar en del av denna miljörörelse. Denna toppluvearmé som tidigt i svinottan stiger upp för att räkna ejdersträcket är fortfarande en stereotyp många har av fågelskådare.

### Ornitologi idag

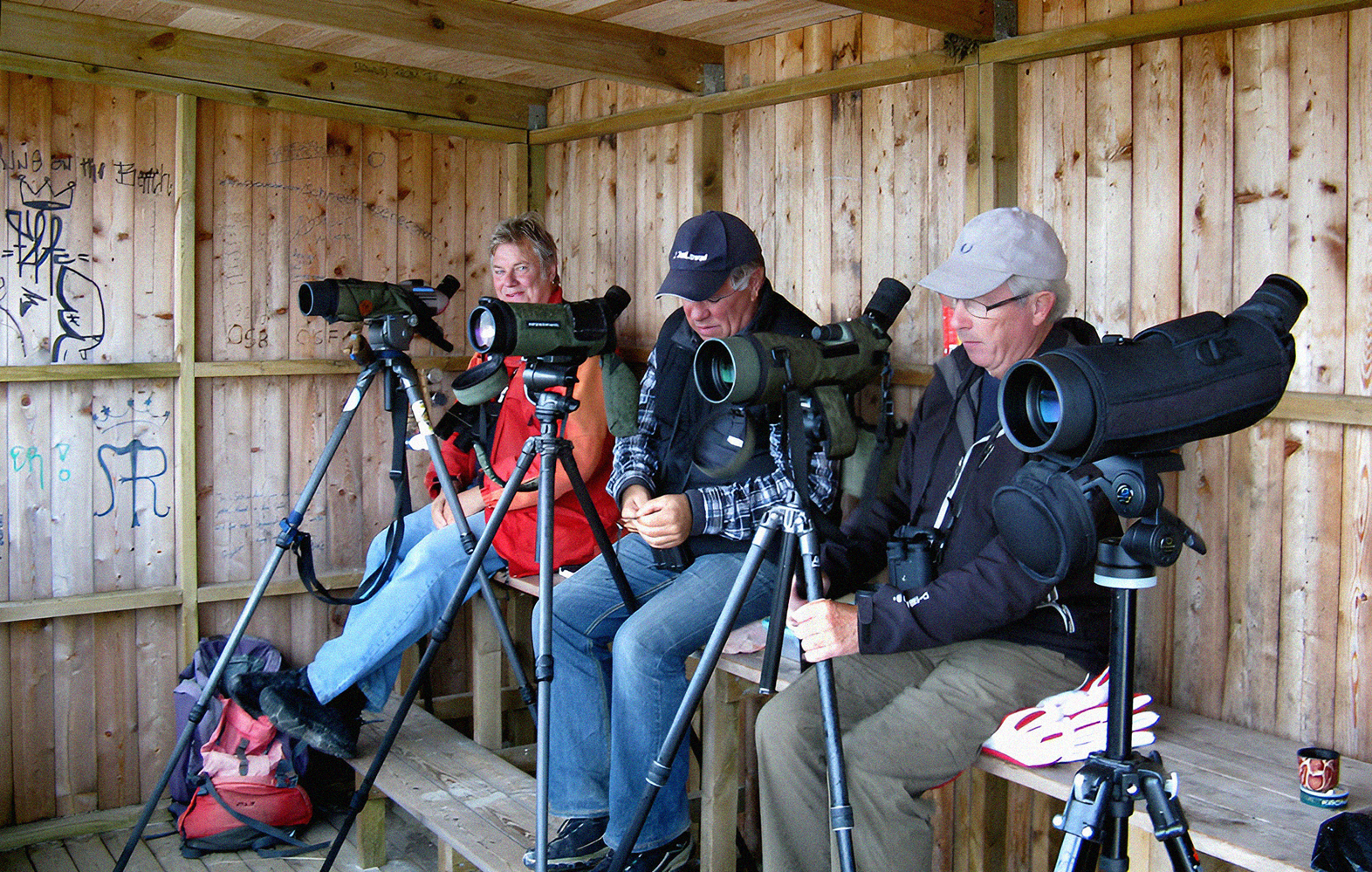
Svenska fågelskådare med tubkikare vid Sandhammarens fågeltorn 2011.

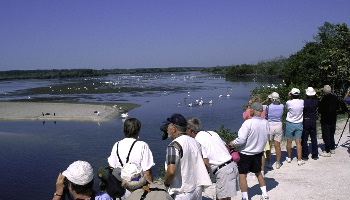
Amerikanska fågelskådare vid J "Ding" Darling reservatet, Sanibel, Florida.

Ornitologin har precis som alla vetenskaper förändrats markant under århundradena. Olika kulturella strömningar har påverkat synen på naturen och med det också hur naturen ska studeras. I början handlade den tekniska utvecklingen om jaktmetoder men i och med utveckling av både fälthandböcker och kikare så har fågelskådningen förändrats till att bli vad den är idag. Man skulle kunna säga att ornitologer har gått från att vara jägare till att vara samlare.
Idag handlar fältornitologin mer om läten, jizz, tubkikare, mobiltelefonkontakt och DNA-analyser. Bland fågelskådarna finns en stor mängd som vill se så många olika arter som möjligt. Olika listor upprättas som exempelvis årslistor, livslistor, tomtlistor och ädelkryss. När en raritet upptäcks larmas den ut och hundratals skådare kan kasta sig in i sina bilar och köra många mil för att få en glimt av fågeln. Fågelskådandet har blivit en stor turistindustri världen över precis som så många andra av våra fritidssysselsättningar. Troligen är intresset som störst på Brittiska öarna.

## Den ornitologiska vetenskapen
Ornitologi omfattar idag en mängd olika inriktningar och ingen lista skulle kunna vara fullständig. Följande är en bred klassificering av det samtida ornitologiska området.
- Systematik & taxonomi
- Laboratorieornitologi
  - Fysiologiska och anatomiska studier
  - Genetik
- Paleoornitologi (studiet av fossila fåglar)
  - Fylogeni
- Fältornitologi
  - Zooekologi & zoogeografi
    - Studier av individer
    - Studier av populationer
    - studier av fågelsamhällen

  - Beteendevetenskap
- Natur- och fågelskydd

Det är framför allt de senaste femtio åren som forskningen av fåglar har inneburit att många egenheter med fåglars liv och leverne har avslöjats. Ornitologin har spelat en viktig roll inom vetenskapsgrenar som systematik, genetik, zoogeografi, zooekologi och beteendevetenskap. En praktisk fördel med fåglar som studieobjekt är att man ofta kan studera enskilda individer och deras beteende direkt i fält (vanligen med kikare). Däggdjur är exempelvis ofta mycket skyggare.
En metod som används inom forskningen på fåglar är ringmärkning, då man individmärker fåglar med en ring som sätts på fågelns tars. Dessa ringar har en unik sifferkombination som man senare kan läsa av då fågeln fångas in på nytt. Vid infångandet registreras olika data om fågeln och sammanlagt, kan denna statistik vara en viktig del för att öka förståelsen och kunskapen om exempelvis fåglars förflyttningar och kunskapsinhämtning om respektive art.
I Sverige grundades Ottenby fågelstation 1946 och är därmed Sveriges och Europas äldsta fågelstation. Fågelstationen har världens längsta oavbrutna fångstserie med ringmärkta fåglar.
Sedan 1980-talets mitt har DNA mer och mer kommit att förändra mycket av synen på fåglar och deras taxonomi. Just nu pågår ett vetenskapligt tronskifte i och med att de systematiska system som används sedan 1600-talet mitt och som bygger på fysiska likheter håller på att förändras. Se exempelvis Sibley-Ahlquists taxonomi.

## Populärkultur
Ian Fleming namngav sin hjälte efter den amerikanske ornitologen James Bond, som skrev boken "Birds of the West-Indies".